# Dampiera purpurea
Dampiera purpurea är en tvåhjärtbladig växtart som beskrevs av Robert Brown. Dampiera purpurea ingår i släktet Dampiera, och familjen Goodeniaceae. Inga underarter finns listade i Catalogue of Life.

## Bildgalleri

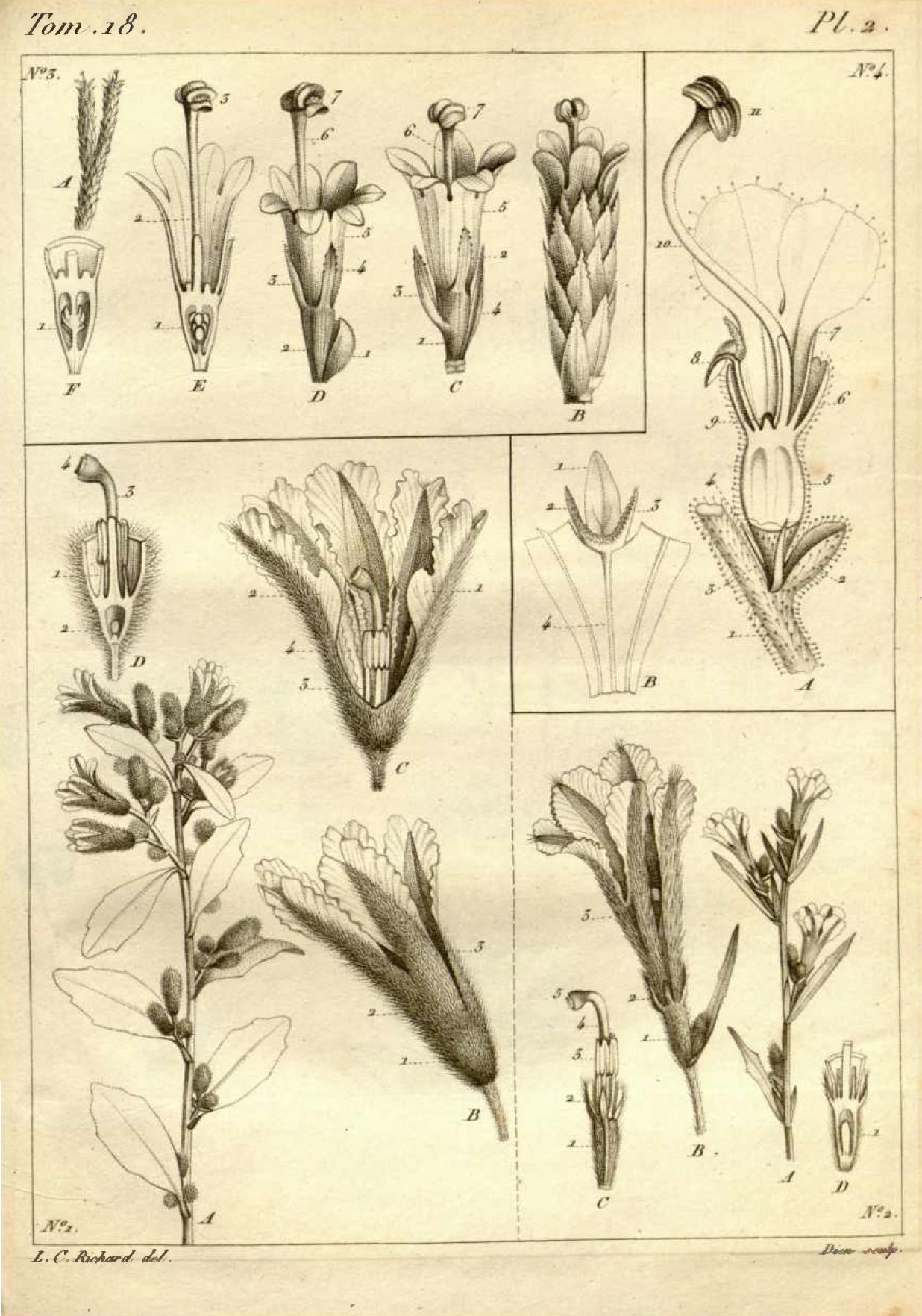